# Mireșu Mic, Prahova
Mireșu Mic este un sat în comuna Sângeru din județul Prahova, Muntenia, România.
în 1930, satul făcea parte din comuna Mireș, plasa Urlați și avea 243 de locuitori.
În 2011, populația era de 250 de persoane.